# 7,35 × 51 mm Carcano
El 7,35 × 51 mm Carcano es un cartucho de fusil italiano, hoy obsoleto, diseñado para reemplazar al 6,5 × 52 mm Mannlicher-Carcano en los fusiles Carcano de las fuerzas armadas italianas. El 7,35 usa una bala del tipo puntiaguda para minimizar la resistencia del aire durante el vuelo.

## Descripción
Luego de los informes sobre el inadecuado desempeño del 6,5 × 52 mm Mannlicher-Carcano, tanto en corto como en largo alcance, durante las campañas en la Libia italiana (1924-1934) y en la segunda guerra ítalo-etíope (1935/36), el ejército italiano introduce un nuevo fusil corto en 1938, el Modello 1938, junto a un nuevo cartucho en calibre 7,35 x 51 mm. Junto al cartucho, algo más corto, los diseñadores italianos también introdujeron una bala tipo spitzer para el nuevo cartucho, con la punta rellena de aluminio para producir un proyectil inestable que se volteaba al impactar con un tejido blando (un diseño probablemente copiado de la bala .303 British Mk VII). Aunque la intención era crear un cartucho de fusil más potente y preciso, la decisión de adoptar una bala más liviana que la del 6,5 mm y varios problemas de diseño del fusil 91/38, hizo que el cartucho no tuviera el éxito esperado.